# Оїмбра
Оїмбра (гал. Oímbra, ісп. Oímbra) — муніципалітет в Іспанії, у складі автономної спільноти Галісія, у провінції Оренсе. Населення — 1916 осіб (2009).

## Географія
Муніципалітет розташований на португальсько-іспанському кордоні.
Муніципалітет розташований на відстані близько 360 км на північний захід від Мадрида, 60 км на південний схід від Оренсе.
Муніципалітет складається з таких паррокій: Боусес, Ас-Час, А-Гранша, Оїмбра, Рабаль, Сан-Сібрао, Відеферре.

## Демографія
Динаміка населення (INE ):

## Галерея зображень

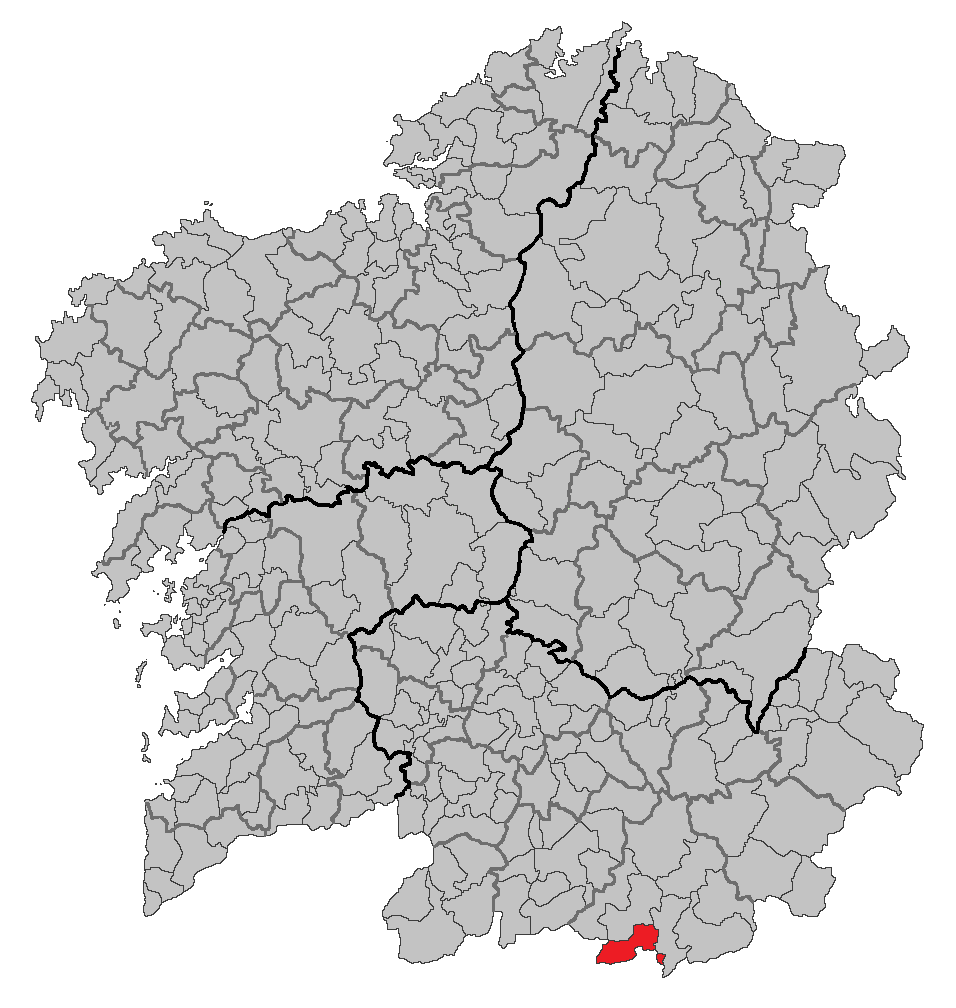
Розташування муніципалітету